# Anna Friel
Pour les articles homonymes, voir Friel.
Anna Friel, née le 12 juillet 1976 à Rochdale (Grand Manchester), est une actrice britannico-américaine.

## Biographie

### Enfance et scolarité
Née à Rochdale, dans le Lancashire, Anna Louise Friel est la fille de Julie, enseignante pour jeunes en situation de handicap et de Des Friel, ancien professeur de français et concepteur de sites web,. Son père, catholique irlandais, né à Belfast, en Irlande, a grandi à Donegal, Irlande et est un ancien guitariste de musique folk,. Anna a également un frère, Michael, qui a joué dans des spots télévisées Hovis (en).
Elle est scolarisée à la Crompton House Church of England School (en), à High Crompton (en), qui se situe dans le comté de Shaw et Crompton, puis achève ses études secondaires au Holy Cross College (UK) (en) situé à Bury, dans le comté du Lancashire.
Friel s'est intéressée au métier de comédienne à un âge précoce et a reçu des éloges pour son travail dans un concours local de jeunes talents.

### Carrière
La carrière de Friel démarre en 1991 avec la série G.B.H., diffusé sur Channel 4 dans lequel elle incarne la fille de Michael Palin. Sa performance conduit la jeune actrice à multiplier les apparitions dans de nombreuses séries télévisées, dont Emmerdale. Mais c'est en 1993 qu'elle va se faire connaître du grand public, quand elle joue le rôle de la lesbienne Beth Jordache sur Channel 4 dans le feuilleton télévisé, Brookside, dans lequel elle a créé une page d'histoire de la télévision britannique avec le premier baiser lesbien à l'écran,. Elle restera dans la série jusqu'en 1995, la même année où elle remporte le National Television Award de l'actrice la plus populaire pour sa prestation dans Brookside.
Après son départ de Brookside, elle fait ses débuts cinématographiques en jouant dans le film The Tribe, en 1996, qui a fait l'objet d'une controverse, notamment en raison de scènes de nudité et de sexe, incluant un ménage à trois. Le film sortira deux ans après sa réalisation.
Elle fait ses débuts aux États-Unis avec la pièce de théâtre Closer, de Patrick Marber, joué au Music Box Theatre en mars 1999, dans lequel elle incarne Alice. Sa prestation lui vaut d'être récompensée du Theatre World Award et du Drama Desk Award de la meilleure actrice dans une pièce de théâtre. Elle participera à deux autres pièces de théâtre joués à Londres : Lulu et Breakfast at Tiffany's.
Au cinéma, elle est l'une des trois actrices principales féminines au côté de Rachel Weisz et Catherine McCormack dans le drame romanesque Trois Anglaises en campagne, dans lequel elle fait aussi une forte impression. Bien que le film n'ait pas rencontré un succès hors du Royaume-Uni, cela lui permet d'incarner l'épouse d'Ewan McGregor dans le drame Trader et d’apparaître également dans Le Songe d'une nuit d'été avec Michelle Pfeiffer dans le rôle d'Hermia,.
Les années 2000 sont une succession de rôles au cinéma des deux côtés de l'Atlantique - en Angleterre et aux États-Unis - dans des longs-métrages de plus ou moins grande importance tels que An Everlasting Piece de Barry Levinson, Prisonniers du temps de Richard Donner, Goal! de Danny Cannon et sa suite. En revanche, elle a obtenu une nomination au Genie Awards pour sa prestation dans The War Bride (en) de Lyndon Chubbuck,, et a partagé la vedette avec Michelle Williams dans le drame Me Without You de Sandra Goldbacher, en tenant le rôle principal de Marina, encensé par la critique,,,,,.
Mais c'est en 2007 qu'elle attire l'attention avec la série télévisée Pushing Daisies créée par Bryan Fuller, dans lequel elle interprète le rôle principal féminin de Charlotte Charles, dite « Chuck »,. Populaire auprès de la critique et ayant une reconnaissance internationale, la série est néanmoins stoppée au bout de la deuxième saison, mais permet à la comédienne d'être nommé au Golden Globe de la meilleure actrice dans une série télévisée musicale ou comique,.
Après l'annulation de Pushing Daisies, elle se voit offrir des rôles dans six pilotes de séries télévisées, mais a décliné les rôles pour se consacrer à sa carrière cinématographique.
En 2009, elle prête ses traits à la jeune et séduisante étudiante Holly Cantrell dans la comédie d'aventure Le Monde (presque) perdu de Brad Silberling, adaptation cinématographique de la série Land of the Lost, partageant la vedette avec Will Ferrell. Mais le film est un véritable échec critique et commercial,.
Elle a partagé la vedette avec Colin Farrell et Keira Knightley dans le thriller London Boulevard de William Monahan, et Bradley Cooper  et Robert De Niro dans Limitless de Neil Burger où elle tient le rôle de Melissa Gant,. Elle a également tourné sous la direction de Woody Allen dans Vous allez rencontrer un bel et sombre inconnu, où elle tient un second rôle Iris aux côtés d'Antonio Banderas de Josh Brolin, d'Anthony Hopkins,,.
En 2016, elle tient le rôle titre de la série Marcella qui lui vaudra l'obtention d'un Emmy Award.
En 2019, elle est avec Rosalind Eleazar (en) et Sinead Keenan l'actrice principale de la série Deep Water produite par ITV,,,. Rôle qui lui permet d'être sélectionnée pour le National Television Awards de 2020.

### Divers
En 2006, elle obtient un doctorat honoris causa à l'Université de Bolton pour sa contribution au spectacle vivant. En 2009, elle est l'une des 100 personnalités les plus belles du monde selon People.
Anna Friel est également défenseur de l'ONG Burma Campaign UK, pour apporter des changements en Birmanie vivant sous une dictature, et a commencé à soutenir en 2008 la campagne Fashion Targets Breast Cancer en faveur de Breakthrough Breast Cancer, association caritative britannique.
Anna Friel est une militante du World Wide Fund for Nature, dans ce cadre, elle et sa fille sont intervenues dans la République démocratique du Congo pour faire cesser l'exploitation du pétrole dans le parc national des Virunga, médiation qui a abouti à l’arrêt des forages et de l'exploitation pétrolière,. Elle et sa fille tournent un film pour faire avancer la protection du parc,.

### Vie privée

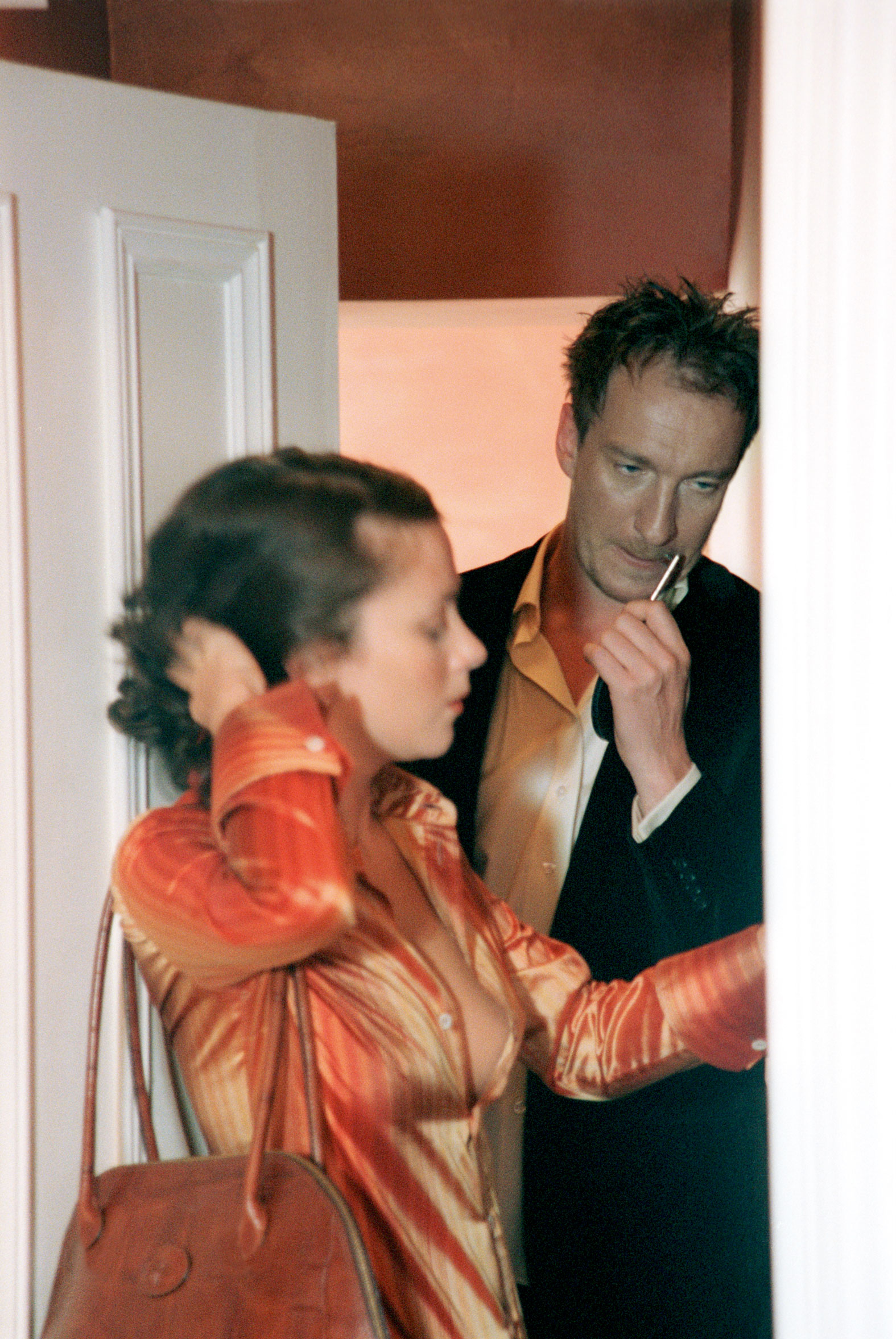
Anna Friel, avec David Thewlis. Photographie d'Henry Bond pour l'entreprise de mode Mullbery en 2001.

Elle a vécu de 2001 à 2010 avec l'acteur David Thewlis (Remus Lupin dans les films Harry Potter), qu'elle a rencontré lors d'un vol à destination de Cannes. La même année, Friel est transportée à l'hôpital, nécessitant une intervention chirurgicale d'urgence et deux transfusions sanguines pour un kyste ovarien rompu,. Il a été découvert plus tard qu'elle souffrait d'endométriose et aurait beaucoup de difficulté à concevoir des enfants. Cependant, elle a réussi à donner naissance à Gracie Ellen Mary Thewlis, née de leur union le 9 juillet 2005 au Portland Hospital de Londres. Le couple s'est séparé en décembre 2010.
À partir de 2011, Friel est en couple avec l'acteur gallois Rhys Ifans. Leur relation s'achève en 2014.

## Filmographie

### Cinéma
- 1998 : The Stringer de Pawel Pawlikowski : Helen
- 1998 : Trois Anglaises en campagne (The Land Girls) de David Leland : Prue (Prudence)
- 1998 : The Tribe de Stephen Poliakoff : Lizzie
- 1998 : St. Ives de Harry Hook : Flora Gilchrist
- 1999 : Le Songe d'une nuit d'été (A Midsummer Night's Dream) de Michael Hoffman : Hermia
- 1999 : Trader (Rogue Trader) de James Dearden : Lisa Leeson
- 1999 : Mad Cows de Sara Sugarman : Maddy
- 2000 : Sunset Strip (en) d'Adam Collis (en) : Tammy Franklin
- 2000 : Pile poil (An Everlasting Place) de Barry Levinson : Bronagh
- 2001 : The War Bride de Lyndon Chubbuck : Lily
- 2001 : Me Without You de Sandra Goldbacher : Marina
- 2003 : Prisonniers du temps (Timeline) de Richard Donner : Dame Claire
- 2005 : Goal! - Naissance d'un prodige (Goal!) de Danny Cannon : Roz Harrison
- 2006 : Irish Jam de John Eyres : Maureen Duffy
- 2006 : Niagara Motel de Gary Yates : Denise
- 2007 : Goal 2 : La Consécration (Goal II: Living the Dream) de Jaume Collet-Serra : Roz Harrison
- 2007 : Rubbish, court-métrage de Ed Roe et Dougal Wilson : Isobel
- 2008 : Chroniques d'Erzebeth (Bathory) de Juraj Jakubisko : Élisabeth Báthory
- 2009 : Le Monde (presque) perdu (Land of the Lost) de Brad Silberling : Holly Cantrell
- 2010 : Vous allez rencontrer un bel et sombre inconnu (You Will Meet a Tall Dark Stranger) de Woody Allen : Iris
- 2010 : London Boulevard de William Monahan : Briony
- 2011 : Limitless de Neil Burger : Melissa Gant
- 2013 : A Very Englishman (The Look of Love) de Michael Winterbottom : Jean Raymond
- 2014 : Dangerous People (Good People) de Henrik Ruben Genz : Sara
- 2016 : I.T. de John Moore : Rose Regan
- 2023 : Locked In

### Télévision

#### Séries télévisées
- 1991 : G.B.H. : Susan Nelson (6 épisodes)
- 1991 : Coronation Street : Belinda Johnson (2 épisodes)
- 1992 : Emmerdale Farm : Poppy Bruce
- 1993 : Medics : Holly Jarrett (1 épisode)
- 1993-1995 : Brookside : Beth Jordache (8 épisodes)
- 1995 : The Imaginatively Titled Punt & Dennis Show (1 épisode)
- 1996 : Les Contes de la crypte : Angelica / Leah (saison 7, épisode 10, À propos de ton visage)
- 1996 : Cadfael : Sioned (1 épisode)
- 1998 : Our Mutual Friend (en) : Bella Wilfer / Bella Harmon (4 épisodes)
- 2001 : The Fear : Conteur
- 2004 : The Jury : Megan Delaney (2 épisodes)
- 2007-2009 : Pushing Daisies : Charlotte 'Chuck' Charles (22 épisodes)
- 2009 : The Street : Dee (2 épisodes)
- 2011 : Come Fly with Me : elle-même (1 épisode)
- 2015 : The Heavy Water War : les soldats de l'ombre : Julie Smith
- 2015 : American Odyssey : Odelle Ballard
- depuis 2016 : Marcella : Marcella Backland (24 épisodes)
- 2017 : Broken (en) : Christina Fitzsimmons
- 2017 : The Girlfriend Experience : Erica Myles[65]
- 2018 : Butterfly (en) (mini série TV) : Vicky
- 2019 : Deep Water : Lisa Kallisto[50]

#### Téléfilms
- 2002 : Fields of Gold de Bill Anderson : Lucia Merritt
- 2003 : Watermelon de Kieron J. Walsh : Claire Ryan
- 2004 : Coup de cœur, coup de foudre (Perfect Strangers) de Robin Shepperd : Susie Wilding
- 2011 : Les Gardiens du trésor  de Iain B. MacDonald : Victoria
- 2011 : Neverland de Nick Willing : capitaine Elizabeth Bonny

### Doublage
- 2002 : Last Rumba in Rochdale (court-métrage d'animation), de John Chorlton : Bodney

## Distinctions
- 1995 : lauréate du National Television Award, catégorie actrice[66],
- 2017 : lauréate de l'International Emmy Awards, catégorie Meilleure actrice pour Marcella[67],[68],
- 2019 : lauréate de l'Irish Post Award  décerné par l'hebdomadaire The Irish Post pour ses contributions remarquables pour la télévision et le cinéma[69]

## Voix françaises
En France, Anna Friel est doublée par plusieurs comédiennes.
En France
| - Barbara Delsol dans : - Cadfael (série télévisée) - Trois Anglaises en campagne - Pile poil - Julie Dumas dans : - Vous allez rencontrer un bel et sombre inconnu - I.T. - Locked In - Jennifer Lauret dans : - Prisonniers du temps - Goal ! : Naissance d'un prodige - Edwige Lemoine dans : - Pushing Daisies (série télévisée) - Limitless | - Ilana Castro dans : - Goal 2 : La Consécration - Chroniques d'Erzebeth - Nathalie Karsenti dans : - London Boulevard - American Odyssey (série télévisée) - Véronique Desmadryl dans : - Le Monde (presque) perdu - The Girlfriend Experience (série télévisée) Et aussi - Laura Blanc dans Mystère en eaux troubles (mini-série) - Laurence Dourlens dans Books of Blood |

Au Québec
Note : la liste indique les titres québécois.
| - Catherine Bonneau dans : - Prisonniers du temps - Terre Perdue | Et aussi - Camille Cyr-Desmarais dans Motel Niagara - Amélie Bonenfant dans Sans Limites |